# علامة ماركل
علامة ماركل (بالإنجليزية: Markle sign)‏ أو إيلام الصدمة المفاجئة (بالإنجليزية: jar tenderness)‏ هي علامة طبية تظهر فيها آلام في الربع السفلي الأيمن من البطن عند السقوط من وضعية الوقوف على أصابع القدم إلى الكعبين مع هبوطٌ مُتباعد، وجدت هذه العلامة في المرضى الذين يعانون من التهاب الصفاق الموضعي بسبب التهاب الزائدة الدودية الحاد، علامة ماركل تُشبه علامة بلومبيرغ، ولكن قد يكون من السهل حدوثها إذا كان لدى المريض عضلات بطنية قوية، يُعتبر حدوث ألم في البطن أثناء المشي أو الجري علامة مماثلة لعلامة ماركل.
وُصفت هذه العلامة لأول مرة في عام 1985 بواسطة الجراح الأمريكي جورج بوشار ماركل الرابع (1921-1999).